# Suthep Thaugsuban

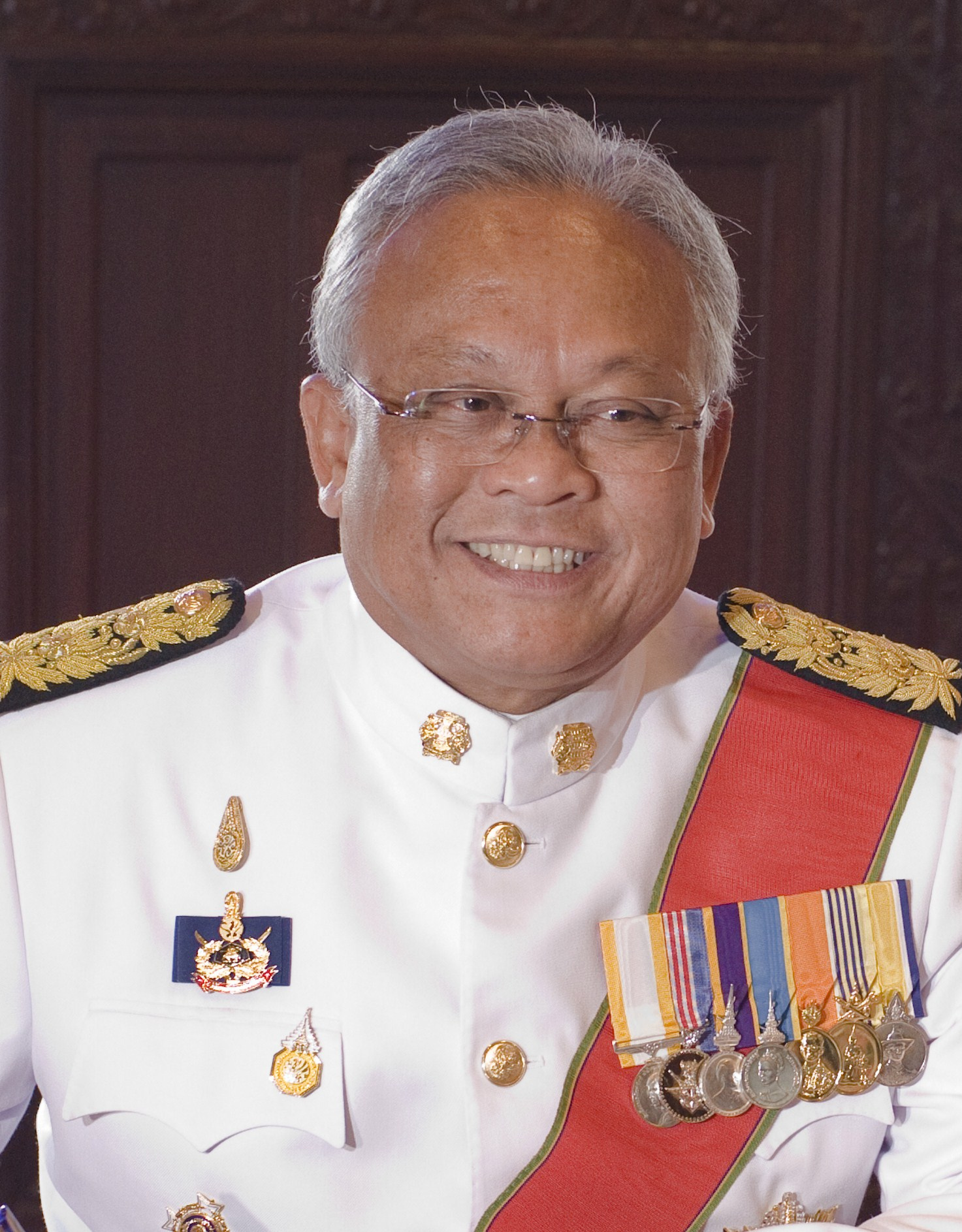
Suthep Thaugsuban in seiner Uniform als Regierungsmitglied (2010)

Suthep Thaugsuban (thailändisch: สุเทพ เทือกสุบรรณ, RTGS-Umschrift Suthep Thueaksuban; Aussprache: [sù.tʰêːp tʰɯ̂ːak.sù.ban]; * 7. Juli 1949 in Amphoe Phunphin, Provinz Surat Thani, Thailand) ist ein thailändischer Politiker. Er war Parlamentsabgeordneter für die Provinz Surat Thani (1979–2013), Verkehrs- und Kommunikationsminister (1997–2000), Generalsekretär der Demokratischen Partei Thailands (2005–2011) und stellvertretender Ministerpräsident für innere Angelegenheiten im Kabinett Abhisit Vejjajivas (2008–2011).
Im November 2013 legte er sein Abgeordnetenmandat nieder und trat aus der Partei aus, um Anführer der Massenproteste gegen die Regierung und Generalsekretär des „Volksausschusses für den Wandel Thailands zu vollständiger Demokratie mit dem König als Staatsoberhaupt“ zu werden. Seit 2018 gehört er der Partei ACT („Zusammenschluss für die thailändische Nation“) an.

## Leben und politische Karriere
Suthep stammt aus der südthailändischen Provinz Surat Thani. Sein Vater war Gemeindevorsteher (Kamnan) von Tambon Tha Sathon. Er studierte an der Universität Chiang Mai Politikwissenschaft und schloss ein Masterstudium an der Middle Tennessee State University an. Mit nur 26 Jahren wurde er, als Nachfolger seines Vaters, zum Gemeindevorsteher von Tha Sathon gewählt. Suthep und seiner Familie gehören bedeutende Anteile der Ölpalmenplantagen und Garnelenzuchtanlagen in seiner Heimatregion, die zu den Haupteinnahmequellen Südthailands zählen.

### Abgeordneter und Minister
Er wurde 1979 zum ersten Mal für die Demokratische Partei als Wahlkreisabgeordneter der Provinz Surat Thani gewählt. Seitdem gelang ihm bei jeder Wahl in dieser Hochburg seiner Partei die Verlängerung seines Mandats. Von 1986 bis 1988 war er stellvertretender Landwirtschaftsminister im Kabinett von Prem Tinsulanonda, von 1992 bis 1994 erneut im ersten Kabinett Chuan Leekpai. Er war in den Skandal um die Umsetzung des Programms Sor Por Kor 4-01 (สปก.4-01) verwickelt. Dabei wurde regierungseigenes Land, das an arme, landlose Bauern verteilt werden sollte, an reiche Familien aus Phuket vergeben. Suthep musste zurücktreten, und die Regierung Chuan stürzte schließlich über den Skandal. Als die Demokraten von 1997 bis 2001 wieder an der Regierung waren, wurde Suthep erneut Kabinettsmitglied, diesmal als Minister für Verkehr und Kommunikation.

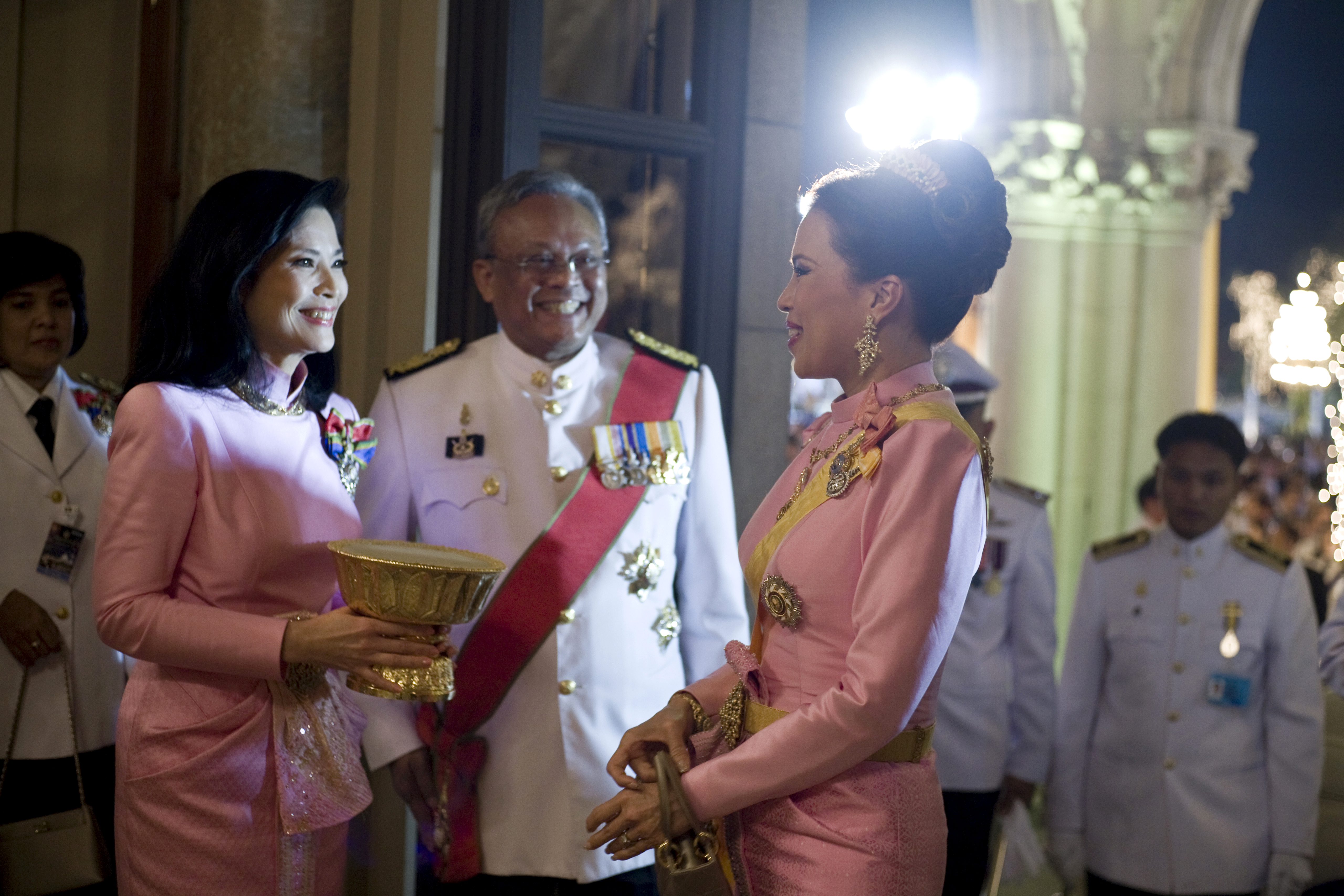
Suthep Thaugsuban mit seiner Frau Srisakul (links) und Prinzessin Ubol Ratana (rechts), Dezember 2009.

Als Abhisit Vejjajiva 2005 Vorsitzender der Demokratischen Partei wurde, machte er Suthep zu seinem Generalsekretär. Mit Abhisits Übernahme der Regierungsverantwortung im Dezember 2008 wurde Suthep Vizepremier mit der Zuständigkeit für innere Sicherheit.

### Unruhen 2010
Während der Proteste der regierungskritischen United Front for Democracy Against Dictatorship (UDD; „Rothemden“) im April und Mai 2010 und Besetzung des Bangkoker Geschäftsviertels durch diese wurde Suthep Direktor des Centre for the Resolution of the Emergency Situation (CRES), das die öffentliche Ordnung wiederherstellen sollte. Nach gewaltsamen Zusammenstößen zwischen „Rothemden“ und Sicherheitskräften lehnten die Anführer der UDD ein Kompromissangebot der Regierung ab, unter anderem weil sie Suthep für die Gewalt gegen ihre Mitstreiter verantwortlich machten. Sie forderten seine Entlassung als Vizepremier und strafrechtliche Verfolgung. Er stellte sich einem Verhör beim Department of Special Investigation (DSI), betonte aber, dass er nicht zur Verantwortung gezogen werden könne, weil zum fraglichen Zeitpunkt der Ausnahmezustand gegolten habe.

### Anklage
Die Demokraten verloren die Wahl 2011, und die zuvor oppositionelle Pheu-Thai-Partei unter Yingluck Shinawatra übernahm die Regierung. Am 13. Dezember 2012 reichte das DSI Anklage wegen Mordes gegen Suthep Thaugsuban und den früheren Regierungschef Abhisit Vejjajiva ein. Die Anklage beruhte laut der Behörde auf Zeugenaussagen und einem Urteil und betrifft den Fall eines während der Unruhen 2010 von Soldaten erschossenen Taxifahrers. Beide Angeklagten bekannten sich nicht schuldig. Sie blieben während des Verfahrens zunächst gegen Kaution auf freiem Fuß.

### Massenproteste 2013/14

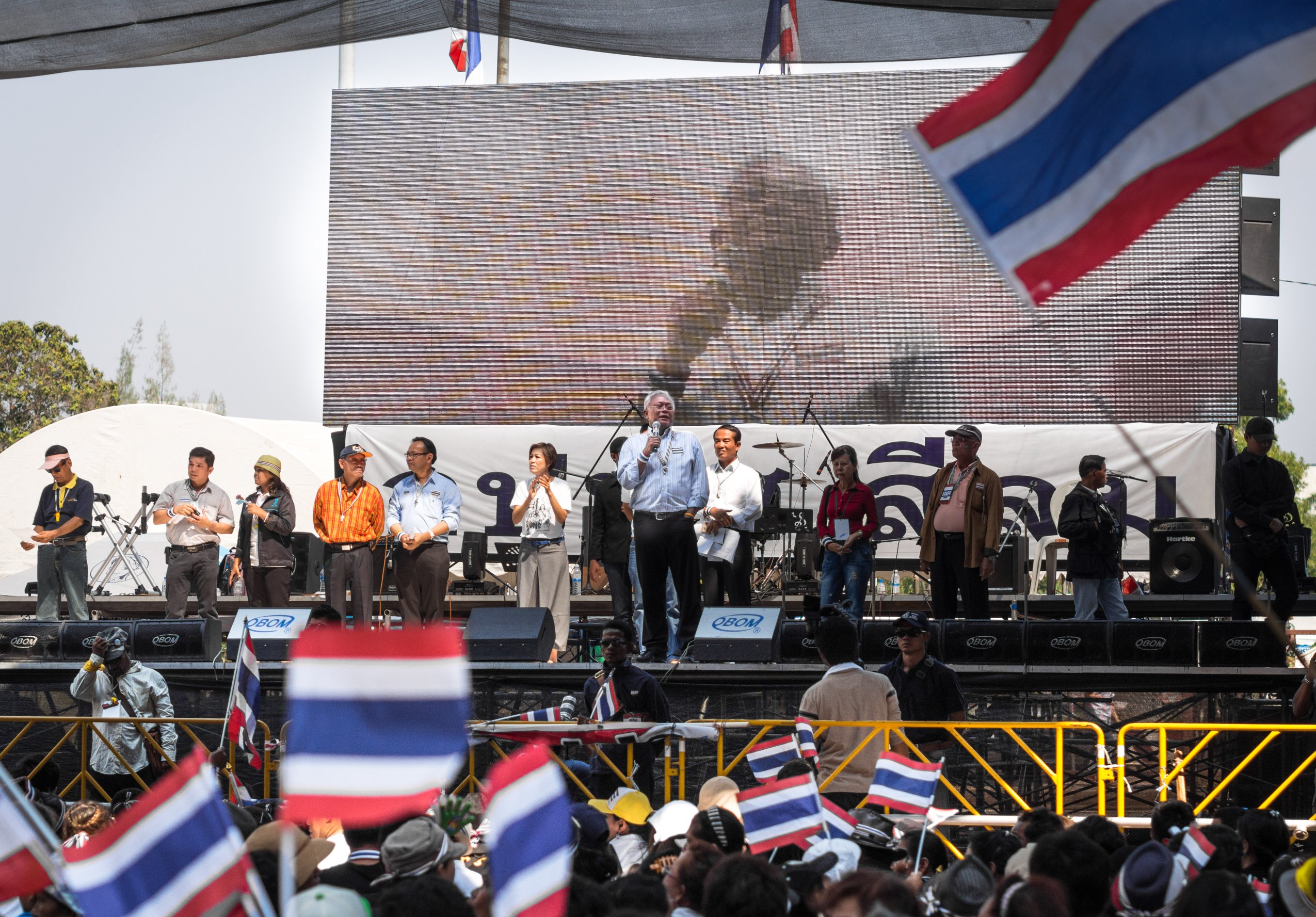
Suthep spricht vor einer Versammlung seines „Volksausschusses“ (Februar 2014)

Suthep war der prominenteste Anführer der im Oktober 2013 von der Opposition begonnenen Massenproteste gegen den Entwurf eines Amnestiegesetzes der Regierung von Yingluck Shinawatra. Am 11. November erklärte er die Aufgabe seines Abgeordnetenmandats, um sich fortan der außerparlamentarischen Opposition gegen das „Thaksin-System“ zu widmen. Auch nachdem die Regierung das Amnestiegesetz aufgegeben hatte, setzte Suthep die Proteste fort. Er erklärte, dass selbst ein Rücktritt der Ministerpräsidentin und das Abhalten von Neuwahlen nicht ausreichten, solange nicht Thaksin und seine Verbündeten grundsätzlich von der Macht verdrängt würden. Ab dem 25. November beteiligte er sich an der Besetzung von Regierungseinrichtungen. Im Zuge dessen erließ das zuständige Strafgericht am Tag darauf Haftbefehl gegen ihn.
Am 30. November 2013 erklärte sich Suthep zum Generalsekretär des von der Protestbewegung gebildeten „Volksausschusses für den Wandel Thailands zu vollständiger Demokratie mit dem König als Staatsoberhaupt“ (thailändisch kurz Ko.Po.Po.So.; englisch meist People’s Democratic Reform Committee, PDRC). Er strebte die Ernennung einer neuen Regierung durch den König, unter Umgehung des Parlaments, an sowie die Bildung eines „Volksrates“, der das politische System des Landes von Grund auf reformieren sollte.
Nach dem Militärputsch unter Führung des Heereschefs Prayut Chan-o-cha am 22. Mai 2014 wurde Suthep wie andere politische Anführer der beiden verfeindeten Lager für wenige Tage inhaftiert. Die Staatsanwaltschaft leitete ein Verfahren wegen Aufruhrs ein, er wurde jedoch gegen Zahlung einer Kaution auf freien Fuß gesetzt. Im Juli 2014 ließ er sich im Wat Tha Sai in Surat Thani zum buddhistischen Mönch ordinieren. Er nahm den Ordensnamen Prapakaro an und ließ sich im Meditationszentrum Suan Mokkh in Amphoe Chaiya (Provinz Surat Thani) nieder. Nach etwa einem Jahr kehrte er 2015 in den Laienstand zurück.

### ACT-Partei
Entgegen seinem Versprechen, sich endgültig aus der Politik zurückzuziehen, wirkte er im Mai 2018 an der Gründung der Partei „Zusammenschluss für die thailändische Nation“ (englisch Action Coalition for Thailand, ACT) mit. Allerdings fungiert er nur als „Berater“ der Partei, während sie offiziell von seinem Rechtsanwalt Taweesak Na Takuathung und seinem jüngeren Bruder Thani Thaugsuban geführt wird. Die Partei unterstützt die Militärjunta von General Prayut Chan-o-cha. Bei der Parlamentswahl im März 2019 erhielt sie 5 der 500 Sitze im Repräsentantenhaus, wobei Suthep selbst nicht kandidierte.